# Odontolytes panamensis
Odontolytes panamensis är en skalbaggsart som beskrevs av Zdzisława Stebnicka 2002. Odontolytes panamensis ingår i släktet Odontolytes och familjen Aphodiidae. Inga underarter finns listade i Catalogue of Life.